# Ohbaea
Ohbaea es un género monotípico de plantas con flores perteneciente a la familia Crassulaceae. Su única especie: Ohbaea balfourii, es originaria de Asia.

## Descripción
Tiene rizoma corto y grueso. Roseta de 7 cm de diámetro; las hojas en roseta,  oblongas, de 1.5-3×0.2-0.5 cm, margen veces apical ciliado. Los tallos florales 1 a varios, erecto, delgado, de 10-30 cm; las hojas del tallo oblongas a lanceoladas, 0,8-2 cm, ciliadas en el margen o glabras, ápice agudo. Las inflorescencias cimosa-escorpioides; arqueadas en pedúnculo; pedicelos cortos. Sépalos triangulares  de 2-3 mm,  ápice agudo. Pétalos ± libres, de color amarillo, de 5-7 mm. Folículos muchos con semillas ovoides, de 0,6 mm, suave. Fl. septiembre, fr. octubre.

## Distribución y hábitat
Se encuentra en los matorrales de barrancos,  praderas soleadas, laderas rocosas, rocas a lo largo de senderos, grietas de las rocas en los valles; a una altitud de 2700-4000 metros en Sichuan y Yunnan.

## Taxonomía
Ohbaea balfourii fue descrita por (Raym.-Hamet) V.V.Byalt & I.V.Sokolova y publicado en Kew Bulletin 54(2): 476. 1999.
Sinonimia
- Rhodiola balfouri (Raym.-Hamet) S.H. Fu
- Sedum balfourii Raym.-Hamet
- Sedum banlanense Limpr.
- Sedum mossii Raym.-Hamet
- Sedum orichalcum W.W. Sm.[4][5]